# 辛晏
辛晏（？—？），陇西郡狄道县（今甘肃省定西市临洮县）人，前凉、汉赵官员。

## 生平
建兴十二年（324年）十二月，凉州将军辛晏占据枹罕不服从前凉，张骏在闲豫堂设置宴会款待群臣，命令窦涛等人讨伐辛晏。从事刘庆劝谏说曰:“霸王不因为喜怒喜怒而出兵，不靠冒险侥幸取胜，必须等待天时和人事，然后兴起。辛晏父子残忍凶狂 ，其灭亡指日可待，怎么能在饥荒之年大举用兵，严寒之时去进攻城池？从前周武王回兵以等待灭殷的时机，曹操缓和袁氏让他们自相残杀，怎么独独殿下以撤兵为耻辱呢？”张骏采纳刘庆的建议。
建兴十三年（325年）二月，辛晏献出枹罕向张骏投降，前凉于是占有黄河以南，一直到狄道县，与石勒的后赵接壤。
建兴十五年（327年），张骏听说刘曜被石勒击败，就去掉汉赵的官号，再度自称晋朝的大将军、凉州牧，派遣武威郡太守窦涛、金城郡太守张阆、武兴郡太守辛岩、扬烈将军宋辑等人率领军队数万人，向东进发与将军韩璞汇合，从大夏进攻后赵的秦州。刘曜派遣南阳王刘胤率领步兵和骑兵四万人进攻，驻扎在狄道县，枹罕护军辛晏向前凉告急。当年秋季，张骏派遣韩璞、辛岩援救辛晏。韩璞行进到沃干岭。辛岩想要迅速出战，韩璞说:“夏末以来，太阳和星星的轨道有变化，不可以轻举妄动、而且刘曜与石勒互相进攻，刘胤必定不能和我军保持相互防守。”前凉军与刘胤隔着洮河相持七十多天。冬季十月，韩璞派遣辛岩去金城郡监督运输粮草，刘胤听说后说:“韩璞的部众是我的十倍，我的粮食不多，难以持久。如今敌人分兵去运粮食，是上天赐予的时机。如果击败辛岩，韩璞等人自然会溃败。”刘胤于是率领三千骑兵在沃干岭袭击辛岩，将他们击败，于是前逼到韩璞的军营，韩璞部下溃逃。刘胤乘胜追击，渡过黄河，攻克令居，斩首二万人，又占据振武，河西地区大为震撼。张阆和辛晏率领部下数万人向汉赵投降，都被任命为将军，封列侯。